# ياسوهيرو هنادا
ياسوهيرو هنادا (باليابانية: 花田康弘) هو لاعب كرة قدم ياباني، ولد في 22 مايو 1999 في آيتشي في اليابان. لعب مع نادي ألبيريكس نيغاتا.